# ارمنی‌ها در تئاتر ایران

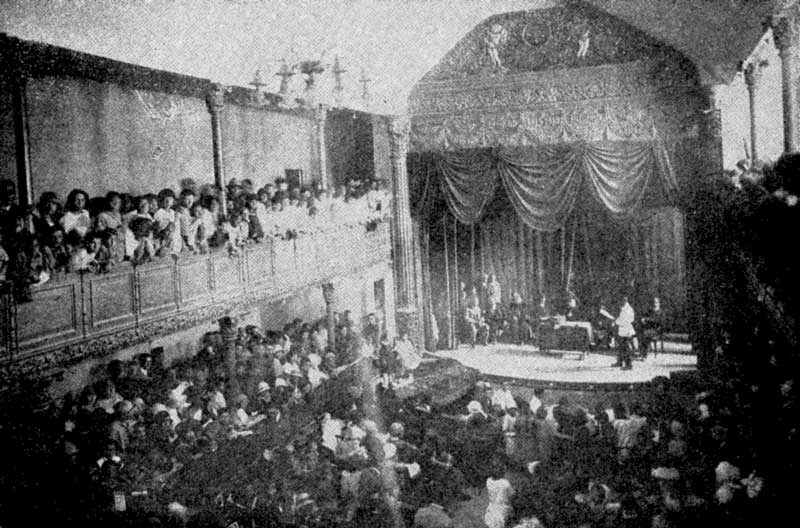
تالار تئاتر آرامیان، در محله قلعه ارامنه، در تبریز

سرآغاز تئاتر ارمنی‌ها در ایران و نخستین نمایشنامه؛ در تبریز در سال ۱۸۷۷ میلادی به روی صحنه آورده شد. بعد از تبریز ارمنی‌های ایران در سال ۱۸۷۸ میلادی در تهران، سال ۱۸۸۸ میلادی در جلفای اصفهان و در سال ۱۹۲۱ میلادی در رشت گروه‌های تئاتر تشکیل دادند.

## تئاتر ارمنیان در تبریز
نخستین نمایشنامه؛ در تبریز در سال ۱۸۷۷ میلادی به روی صحنه آورده شد. یادداشت‌های «کشیش پاپازیان»، بنیان‌گذار تئاتر ارمنیان تبریز، تاریخ آغاز فعالیت‌های هنری را در تبریز روشن می‌سازد. او می‌نویسد:
در ماه آوریل ۱۸۷۹ میلادی برای کمک به قحطی زدگان شهر وان در حیاط خانه خودمان چادر زدیم و برای نخستین بار نمایشنامه‌ای اجرا کردیم. مبلغ هشت لیره از این اجرا عاید شد که برای انجمن حمایت از قحطی زدگان شهر وان فرستادیم.
بیشتر جوانانی که به همکاری با کشیش پاپازیان پرداختند آموزگاران «مدرسه آرامیان» بودند. نمایشنامه‌های انتخاب شد عبارت بودند از: (پادشاه آشوت و دو گرسنه). در پشت ساختمان مدرسه آرامیان محوطه وسیعی وجود داشت؛ در آنجا چادر زدند و صحنه درست کردند؛ خلیفه ارمنیان آذربایجان «باردوقیموس» به یاری آن‌ها شتافت و برای ادامه کاری که شروع کرده بودند آن‌ها را مورد حمایت قرار داد؛ کشیش «مسروپ پاپازیان» کارگردانی این نمایشنامه را به عهده داشت. هیئت امنای مدرسه مانع اجرای نمایشنامه در محوطه مدرسه شدند، چون می‌پنداشتند که ممکن است مقامات دولتی نظر نامساعدی نسبت به مدرسه ارمنیان پیدا کنند و از ادامه فعالیت مدرسه جلوگیری نمایند؛ هیئت امنای مدرسه همچنین آموزگارانی را که در نمایشنامه نقشی داشتند تهدید کردند که چنانچه نمایشنامه در مکانی دیگر اجرا شود و آموزگاران در آن ایفای نقش کنند، از مدرسه اخراج خواهند شد. نقش آفرینان به این تهدیدها توجهی نکردند؛ چادرها و صحنه را به خانه کشیش پاپازیان منتقل کردند و مجدداً چادرها را برپا کردند و صحنه را آماده اجرا ساختند. کشیش پاپازیان از کنسولهای عثمانی و روسیه برای دیدن نمایشنامه دعوت کرد. نمایشنامه به نحو شایسته‌ای اجرا شد و تماشاگران با خرسندی محل نمایش را ترک کردند. گروه مزبور در سال ۱۸۷۹ میلادی سه بار نمایشنامه مزبور را به روی صحنه آورد. نمایشنامه‌هایی که طی سال‌های ۱۸۸۰ تا ۱۸۸۱ میلادی اجرا شدند بیشتر از زبان فرانسه ترجمه شده بودند.
در آن زمان در آذربایجان همانند سایر شهرها بازیگر زن نداشتند و سعی می‌کردند نمایشنامه‌ای اجرا کنند که نقش زن نداشته باشد. نخستین زنی که بر سِن تئاتر تبریز ظاهر شد «آشخن» دختر کشیش پاپازیان و آموزگار مدرسه ارمنیان تبریز بود. شرکت کشیش پاپازیان به عنوان کارگردان، و دختر او به عنوان بازیگر برای عامه مردم عجیب بود. در آن زمان چون سالنی برای اجرا وجود نداشت بیشتر نمایشنامه‌ها در خانه «تیگران گورویان» که مردی ادیب و فاضل بود اجرا می‌شد. او خانه مسکونی خود را در اختیار گروه تئاتر قرار داده بود.
طی سال‌های ۱۸۸۷ و ۱۸۸۸ میلادی «آواک آواکیان» گروه تئاتری متشکل از دوازده نفر تشکیل داد و در سالن مدرسه آرامیان چند نمایشنامه با حضور والی آذربایجان اجرا کرد که بسیار مورد توجه قرار گرفت. گروه تئاتر ارمنیان تبریز برای همشهریان تُرک زبان خود نمایشنامه‌هایی به تُرکی اجرا می‌کرد. تلاش دوستداران هنر تئاتر بی‌وقفه ادامه داشت ولی فقط مردان مجاز به دیدن نمایش بودند و زنان اجازه حضور در سالن تئاتر نداشتند. این وضع تا حدود سال ۱۸۹۰ میلادی ادامه داشت. در ۱۸۹۱ میلادی چند تن از بانوان محلی در سالن تئاتر حضور یافتند؛ در ۱۸۹۲ میلادی گروهی از زنان آموزگار مدرسه محله لیل آباد نمایشی برای زنان ترتیب دادند و زنان تبریز برای نخستین بار موفق به دیدن نمایش شدند.
در سال ۱۹۰۰ میلادی انجمن دوستداران موسیقی نیز پا به عرصه وجود نهاد. این انجمن بعداً به انجمن دوستداران تئاتر محله قلعه پیوست و نام آن به انجمن دوستداران تئاتر و موسیقی تغییر یافت.
در شهرها و روستاهای ارمنی‌نشین آذربایجان، آموزگاران مدارس نقش عمده‌ای در تأسیس گروه‌های تئاتر و به صحنه آوردند نمایشنامه‌ها داشتند. یکی دیگر از نقاطی که بعد از تبریز نمایش در آن اجرا شد منطقه سلماس بود. نخستین سالن تئاتر در سال ۱۸۹۴ میلادی در روستای هفتوان (سلماس) و با کوشش «آودیسیان» ساخته شد. در سال ۱۹۰۰ میلادی در روستای «قلعه سر» سالن تئاتر احداث شد. سومین سالن تئاتر در ۱۹۰۴ میلادی در روستای «پایاجوگ» بنا گردید و چهارمین سالن در روستای «محلم» ساخته شد. طی سال‌های ۱۹۰۴ و ۱۹۰۵ میلادی در روستاهای سلماس پانزده نمایشنامه به روی صحنه آورده شد.
نخستین نمایشنامه در ارومیه در سال ۱۸۹۷ میلادی اجرا شد. در خوی در جوار مدرسه ارمنیان سالن کوچک ولی مناسبی برای تئاتر بنا کردند. ارمنیان در اردبیل و مراغه نیز در حیاط مدرسه سالن‌های تئاتر ساختند. به‌طور کلی در شهرها و روستاهای ارمنی‌نشین آذربایجان هر جا که مدرسه‌ای وجود داشت تئاتر نیز در جوار آن به وجود می‌آمد.

## تئاتر ارمنیان در تهران

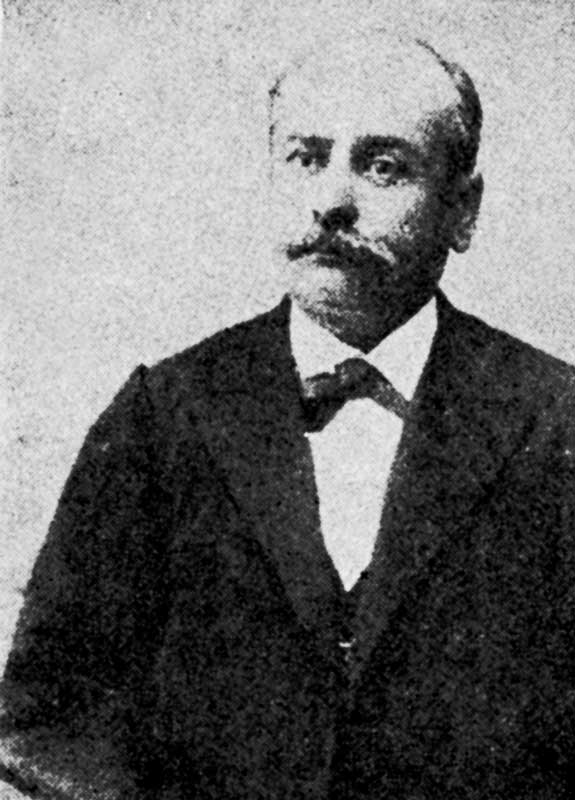
هاروطون ماردیروسیان، یکی از مؤسسان انجمن دوستداران تئاتر و از نخستین کارگردانان و نقش آفرینان تئاتر ارمنیان تهران

سرآغاز تئاتر تهران در سال ۱۸۷۸ میلادی - ۱۲۵۷ خورشیدی است. در آن سال برای نخستین بار نمایشنامه‌ای در محله ارمنیان واقع در حوالی دروازه قزوین اجرا شد. گروهی از جوانان ارمنی که برخی از آن‌ها تحصیلات خود را در اروپا به پایان رسانده بودند و به هنر تئاتر علاقه بسیار داشتند در همان سال گردهم آمدند و گروه تئاتر تشکیل دادند. چون در آن روزگار در تهران سالن تئاتر وجود نداشت، یکی از ارمنیان علاقه‌مند به هنر به نام «ماناس آبر»، یک باب خانه مسکونی خود را که دارای اتاق‌های وسیع بود، در اختیار گروه تئاتر مزبور قرار داد. اعضای گروه تئاتر بخشی از سالن آن خانه را تبدیل به سِن کردند و سالنی برای اجرای نمایشنامه به وجود آوردند.
گروه تئاتر ابتدا نمایشنامه (اوستا بدروس) را به روی صحنه آورد و پس از چندی نمایشنامه (دو گرسنه) را اجرا کردند. در آغاز برخی با اجرای نمایش به مخالفت برخاستند ولی یکی دیگر از ارمنیان شیفته هنر به نام «هوُسپ تادئوسیان خیاط باشی» بدون توجه به مخالفت‌هایی که می‌شد، خانه خود را در اختیار گروه تئاتر قرار داد و گروه تئاتر نمایشنامه (شوشانیک یا دختر آسیابان) را در محل جدید اجرا کرد در تهران نیز نقش زنان را همچنان مردان به عهده می‌گرفتند.
در سال ۱۸۸۰ میلادی ارمنیان تهران برای مدرسه «هایگازیان» (در خیابان ارامنه، نزدیک میدان وحدت اسلامی) بنای جدیدی احداث کردند و در جوار مدرسه مزبور سالن تئاتری با سِن ساختند و این سالن نخستین سالن تئاتر تهران بوده‌است.
اعضای گروه تئاتر که زیر نظر هیئت مدیره مدرسه هایگازیان به نام «هاروطون ماردیروسیان» فعالیت می‌کردند در سال ۱۸۸۱ میلادی نخستین انجمن دوستداران تئاتر را تشکیل دادند. هدف از تشکیل انجمن مزبور کشف و پرورش استعدادهای نهفته جوانان و پیشبرد هنر تئاتر و همچنین کسب عواید و کمک مالی به مدرسه بود.
هاروطون ماردیروسیان، یکی از مؤسسان انجمن دوستداران تئاتر و از نخستین کارگردانان و نقش آفرینان تئاتر ارمنیان تهران بود. ماردیروسیان بیش از ۲۵ سال با انجمن مزبور همکاری کرد و تعداد بسیاری نمایشنامه را کارگردانی کرد، که خود نیز در آن‌ها ایفای نقش می‌پرداخت.
در این میان گروهی از مترجمان ارمنی به یاری انجمن برخاستند و نمایشنامه‌هایی از آثار نمایشنامه نویسان مشهور جهان ترجمه کرده، در اختیار انجمن مزبور نهادند. یکی از پرثمرترین مترجمان آن روزگار، هوهانس خان ماسحیان بود. او نمایشنامه‌هایی از مولیر و ویلیام شکسپیر به زبان‌های فارسی و ارمنی ترجمه کرده‌است. از مشهورترین نمایشنامه‌ها را می‌توان به موارد زیر اشاره کرد:
(خدعه‌های اسکابن، طبیب اجباری، خسیس و ازدواج اجباری)
در سال ۱۸۸۸ میلادی «قهرمان میرزا سالور عین السلطنه» (فرزند عبدالصمد عزالدوله برادر ناصرالدین‌شاه) در سالن تئاتر مدرسه هایگازیان ناظر اجرای نمایشنامه (خسیس اثر مولیر) بود. قهرمان میرزا در این مورد می‌نویسد:
دیشب که یکشنبه ۲۹ شهر جمادی‌الاول بود در معلم خانه ارمنی‌ها بازی درمی‌آوردند، غروب علیمردان به من گفت، من محض تماشا با آقامیرزا آقا و علیمردان و محمدباقر رفتیم، از صندلی دو تومان بود الی سه هزار، من نمی‌دانستم که هر چه قیمت زیادترست جا بالا است، چهار هزار دادم در ردیف سوم اتفاق افتادم، ساعت دو بازی میان آمد، پنج پرده بود، هر پرده سه ربع الی نیم ساعت و یک ساعت طول داشت، بسیار خوب بازی درآوردند، پارسال هم در معلم خانه دولتی بازی درآوردند، سه شب زیادتر نبود. چندی قبل هم در همین مدرسه به زبان ارمنی دو شب بیرون آوردند، امشب به زبان فارسی بود، تقلید یک خسیس را درآوردند، خیلی تماشا داشت، چون که دیدن اول من بود، خیلی خوب به نظر من آمد در هر پرده نیم ساعت فاصله بود که مردم راحت شوند، مهمانخانه هم بود، هر کس می‌خواست غذا و چایی بود، من شام خورده بودم نرفتم، ساعت هشت مراجعت کردم، موزیکانچی هم بود، بازی خنده دار بود، خیلی حرکات آن خسیس بامزه و تماشادار بود، زن‌های فرنگی و ارمنی زیاد بودند، از معتبرین چندان کسی نبود امشب و فرداشب هم هست، امشب زبان فرنگی است یعنی فرانسه، فردا شب ارمنی است، امشب اشخاص معتبر و وزیر مختار هستند.

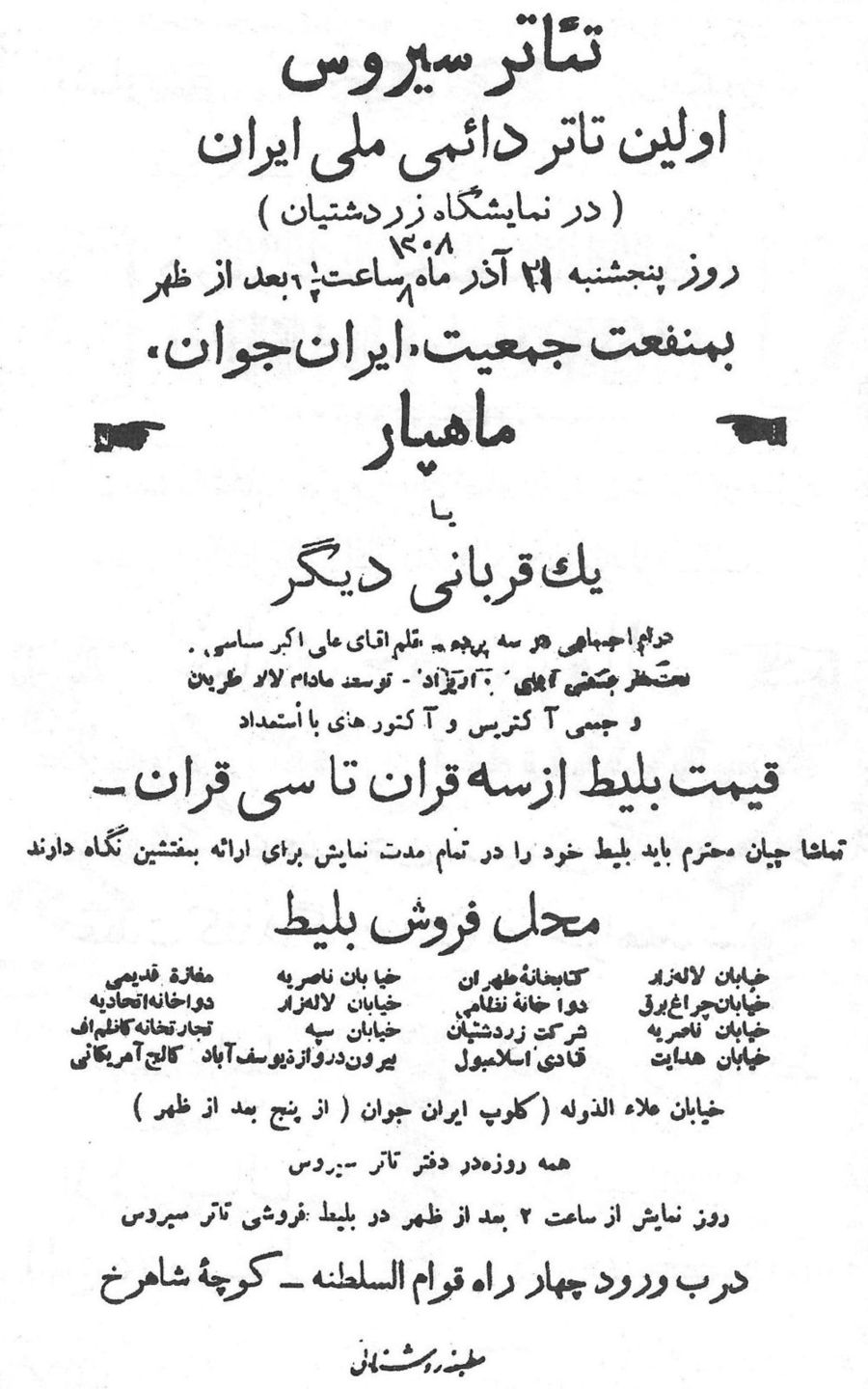
پوستر نمایشنامه (ماهپار)، که به کارگردانی آردو طریان نمایش داده شد. منافع این نمایش به جمعیت ایران جوان اهدا شد.

در سال ۱۸۸۹ میلادی دو تن از هنرمندان تئاتر ارمنیان تفلیس به نام‌های خانم «پاراندزم» و آقای «گریگور آبراهامیانس» به تهران آمدند و با همکاری هنرمندان تهرانی دو نمایشنامه از آثار مولیر را در دو شب مختلف در حضور ناصرالدین‌شاه اجرا کردند.
هنرمندانی که از سال ۱۸۸۱ تا ۱۸۹۷ میلادی در تئاتر ارمنیان تهران درخشیدند عبارت بودند از:(هاروتیون ماردیروسیان، سیمولوف بدروسیان، قوکاس قوکاسیان، نرسس خان و هوسیگ پاپازیان). این افراد از بنیان‌گذاران تئاتر در تهران بودند. از سال ۱۸۹۸ تا ۱۹۰۰ میلادی نمایشنامه‌های (شوشانیک، آرشاگ دوم، نرسس کبیر، خاک‌های سیاه و یک سری تراژدی) بر روی صحنه آورده شد. پس از اجرای هر تراژدی یک کمدی نمایش می‌دادند. در این دوره نمایشنامه‌های مولیر بسیار مورد توجه و استقبال مردم قرار می‌گرفت. «وارتیتر» و «هرانوش فلیگیان»، دو خواهر هنرمند که در سال ۱۹۰۱ میلادی در تبریز ایفای نقش می‌کردند، در سال ۱۹۰۲ میلادی به تهران آمدند و گروه تئاتر بانوان تهران را تشکیل دادند. آن دو در سال‌های ۱۹۰۲ و ۱۹۰۳ میلادی چندین نمایشنامه به روی صحنه آوردند. گروه تئاتر مزبور به دربار مظفرالدین‌شاه قاجار دعوت شدند. هنرنمایی آن‌ها در دربار مورد تحسین قرار گرفت و به آنان هدایی داده شد. آن دو خواهر در سال ۱۹۰۳ میلادی به مصر رفتند.
ارمنیان تهران در سال ۱۹۰۵ میلادی در قطعه زمینی که در محله حسن‌آباد برای ساختن کلیسا خریداری کرده بودند، مدرسه و تالاری ساختند (محل کنونی دبستان و دبیرستان کوشش و کلیسای مریم مقدس در خیابان میرزا کوچک خان)، از آن پس ارمنیان دو تالار برای اجرای نمایشنامه در اختیار داشتند.
در ۱۹۰۹ میلادی نمایشنامه «طبیب اجباری» در تالار مدرسه ارمنیان در محله حسن‌آباد به روی صحنه آمد. محمدامین رسول‌زاده در ۲۳ ذیحجه در روزنامه ایران نو دربارهٔ اجرای نمایشنامه نوشت:
شب یکشنبه ۱۹ در مدرسه ارامنه واقع در حسن‌آباد دو کمه دی به تماشا گذاشته شده بود. تقریباً دو ساعت از شب گذشته بیش از دویست و پنجاه تن تماشاچی حضور داشتند. کمه دی به زبان فارسی بود، پرده بالا می‌رود نخست چنانچه در پروگرام مصرح بود (طبیب اجباری) به نظر تماشاچیان می‌رسد، این کمه دی اثر مضحکه نویس مشهور سده هفدهم مولیر فرانسوی است و به زبان فارسی ترجمه شده‌است. اکتورها هر چند از ارمنیان بودند ولی زبان فارسی را زن و مرد خیلی خوب و تحسین کردنی بیان می‌نمودند. این کمه دی در سه پرده ختام یافته و مورد تجلیل تماشائیان گشت، سپس مضحکه دیگری به نام (سه شجاع) یک پرده و از زبان ارمنی ترجمه شده بود به تماشا گذاشته آمد. مقصود اصلی از نوشتن این مضحکه همانا نمایاندن ترس موهوم و رعب خیالی از مرده بود که چگونه انسان با وجود اینکه بر تمام آفریدگان تسلط دارد از مرده می‌ترسد و خیال حرکت مرده را با همان کفن پیش نظر مجسم می‌دارد و انسان را دچار واهمه می‌سازد.
مجمع عمومی انجمن خیریه زنان ارمنی تهران در سال ۱۹۱۶ میلادی برای انتخاب اعضای هیئت مدیره تشکیل گردید. در آن جلسه تصمیم گرفته شد برای کودکان ارمنی تهران کودکستان دایر کنند. چون برای گشایش کودکستان به پول نیاز بود، در مجمع مزبور پیشنهاد شد که نمایشنامه‌ای برای کسب درآمد به روی صحنه آورده شود. از «هُوْهانِس توماسیان» که از پیشکسوتان تئاتر ارمنیان تهران بود برای همکاری دعوت به عمل آمد. او اپرت (آرشیل مال آلان) را برای اجرا برگزید. چون قرار بود که این اپرت برای دوشیزگان و بانوان تهران نمایش داده شود کلیه نقش آفرینان آن را از میان اعضای انجمن خیریه زنان ارمنی تهران انتخاب کردند. (اپرت نمایش اپرایی کوچکی است که ارکستر با آن همراهی می‌کند و آهنگ‌های عامیانه و تفریحی سبک می‌نوازد و جنبه شوخ و شاد دارد).

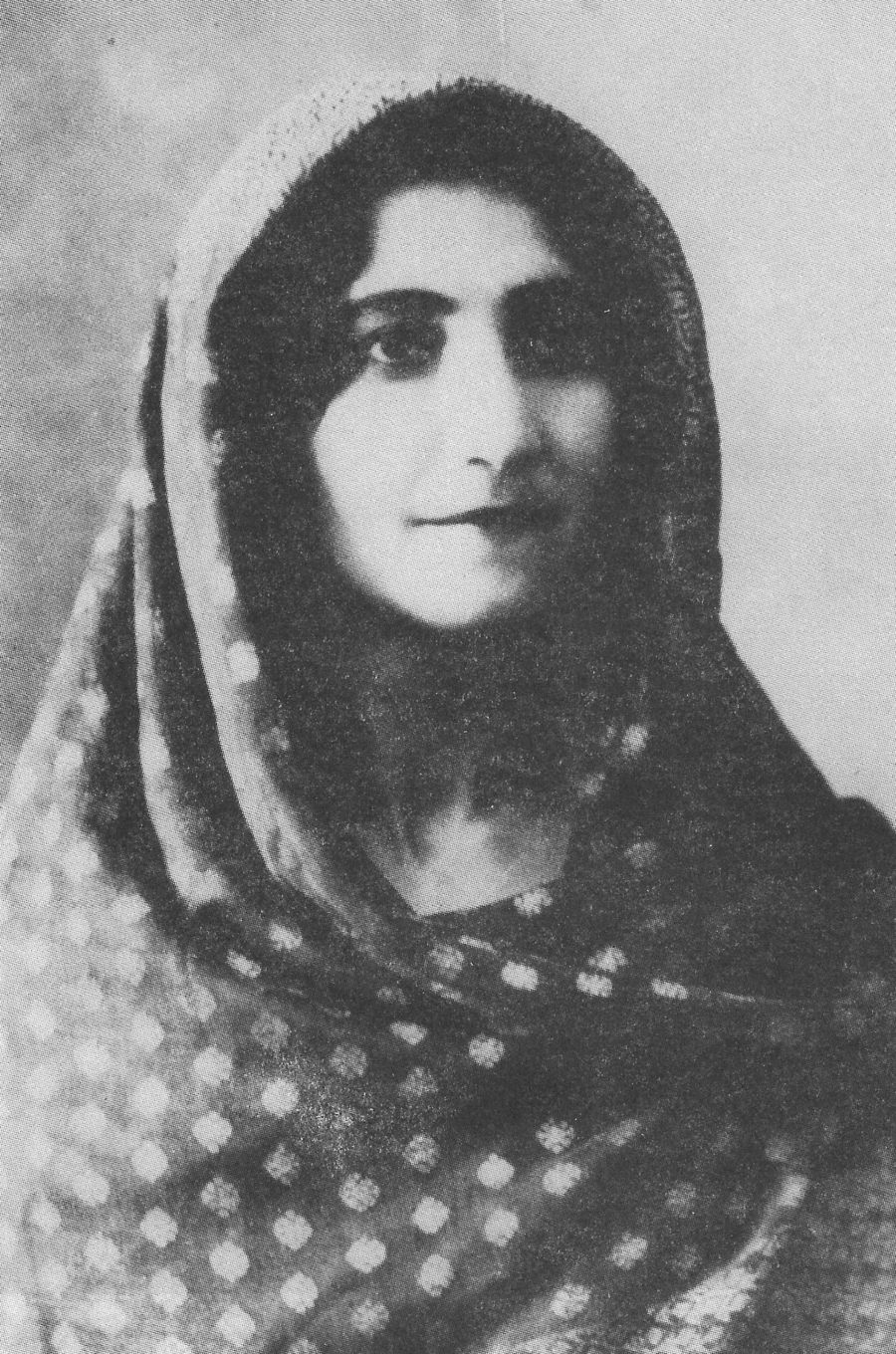
وارتو طریان

سال ۱۹۲۰ میلادی نقطه عطفی برای تئاتر تهران بود. در این سال علاوه بر برادران «ایپیگیان»، زوج «وارتو طریان» و «آرتو طریان» و زوج «مارگو و میشا گوستانیان» بر صحنه تئاتر ظاهر شدند و به هنرنمایی پرداختند. تا سال ۱۹۲۰ میلادی گروه‌های تئاتر ارمنیان تهران به‌طور مجزا نمایشنامه اجرا می‌کردند ولی در این سال هنرمندان ارمنی همراه با سایر هم میهنان ایرانی خود گروه‌های تئاتر تشکیل دادند و حرکتی نو در تئاتر تهران به وجود آوردند. آنان با نمایشنامه‌هایی که خصوصاً آرتو و وارتو طریان در کلوپ (ایران جوان) به روی صحنه می‌آورد، به گواهی جراید آن روزگار تهران جهشی در تئاتر تهران به وجود آوردند. «جمشید ملک پور» در مورد تأثیرگذاری گروه‌های تئاتر ارمنیان تهران می‌نویسد:
محل اجرای نمایشنامه‌های گروه ارامنه بیشتر مدرسه ارامنه واقع در حسن‌آباد بود چون گروه‌های نمایشی ارامنه یکی از نخستین گروه‌های نمایشی در دوره مشروطیت هستند که در پایتخت به اجرای برنامه هائی پرداختند، لذا اهمیت تأثیرگذاری آنها را بر روی نهضت نمایش در دوره مشروطه نمی‌توان نادیده گرفت. در برنامه‌های نمایشی گروه ارامنه نمایش‌های متعدد و متنوعی به چشم می‌خورد. از (طبیب اجباری) مولیر و نمایش تاریخی (نادرشاه) که به زبان فارسی اجرا شدند گرفته تا نمایش‌هایی به زبان ارمنی در برنامه‌های نمایش آنها وجود داشت.
در سال ۱۹۲۱ میلادی شهرزاد (رضا کمال) و علی‌اکبر سیاسی، نمایشنامه‌هایی نوشتند و این نمایشنامه‌ها به کارگردانی و نقش آفرینی آرتو طریان و همسرش وارتو طریان به روی صحنه آورده شدند. در سال ۱۹۲۲ میلادی نخستین مرکز آموزش هنرهای دراماتیک در تهران پا به عرصه وجود نهاد. فارغ التحصیلان مدرسه مختلط ارمنیان تهران، انجمنی به نام (انجمن فارغ التحصیلان مدرسه مختلط ارمنیان تهران) بنیان نهادند. در انجمن مزبور آرتو طریان برای علاقه‌مندان به هنر تئاتر، استودیو دراماتیک تأسیس کرد و به آموزش هنرهای دراماتیک پرداخت.
گابریل سوندوکیان در ۱۸۷۳ میلادی نمایشنامه (به بو) را نوشت. این نمایشنامه در سال‌های بعد از ۱۳۲۰ خورشیدی به زبان فارسی ترجمه شد و بارها در تالارهای تهران به روی صحنه آمد.
در اردیبهشت ماه ۱۳۰۵ خورشیدی نمایشنامه (عشق و خیانت) نوشته فریدریش شیلر، به وسیله اعضای استودیو دراماتیک در تالار مدرسه هایگازیان اجرا شد. هایک کاراکاش نمایشنامه‌های (مردی که شیطان را دیده‌است) اثر گاستون لورو، را ترجمه کرد. او کتابی تحت عنوان (سالنامه ارمنیان) منتشر می‌ساخت. در ۱۹۲۸ میلادی گروه‌های تئاتر ارمنیان تهران چند نمایشنامه به کارگردانی «داوید داویدخانیان» که از برلین به تهران آمده بود اجرا کردند. آرتو طریان، آرداشس قازاریان و کیخسرو شاهرخ در ۱۹۲۹ میلادی در تالار تئاتر زرتشتیان، (تئاتر سیروس) را بنیان نهادند. آرتو طریان دومین مرکز آموزش هنرهای دراماتیک را در تئاتر سیروس دایر کرد. زوج هنرمند «میشا و مارگو گوستانیان» در بهمن ماه ۱۳۱۰ خورشیدی نمایشنامه (قیصر روم و اتللو) را نمایش دادند. در ماه دسامبر ۱۹۳۱ میلادی نمایشنامه (انوشیروان عادل و مزدک) نوشته «گریگور یقیکیان» در پنج پرده به زبان فارسی در تالار گراند هتل (تهران) به روی صحنه آمد. این نمایشنامه تا اواخر هفته اول ژانویه ۱۹۳۲ میلادی اجرا شد. میشا گوستانیان در ۱۳۱۱ خورشیدی هفت نمایشنامه در تهران اجرا کرد.
یحیی آرین‌پور دربارهٔ جو حاکم بر هنر تئاتر و نقش ارمنیان در پیشرفت تئاتر ایران می‌نویسد:
در آن روزگار که مذهب محور امور بود و هنرپیشگی از لحاظ افکار عمومی در ردیف مسخرگی و دلقکبازی به‌شمار می‌آمد؛ ولی چند نفر از زنان و مردان ارمنی مانند:سیرانوش، مادام قسطانیان، لرتا، آرسنیان، مانولیان، وسگانیان، اوریان، طریان، ماروتیان، استپانیان و یقیکیان با هزاران سختی و دشواری در پیشرفت این فن فداکاری کردند.
واهرام پاپازیان هنرمند بین‌المللی تئاتر، در سال ۱۳۱۲ خورشیدی به دعوت جمعیت شیر و خورشید سرخ ایران به تهران آمد. او کلاسی برای آموزش تئاتر دایر کرد و به آموزش گروهی از هنرمندان تئاتر تهران پرداخت؛ سپس با این هنرمندان نمایشنامه‌های (اتللو، بالماسکه، هملت و دون ژوان) را در تالار (سینما پالاس) به روی صحنه آورد.
در سال ۱۳۲۴ خورشیدی دو گروه تئاتر به گروهای تئاتر ارمنیان تهران افزوده شد:(گروه تئاتر انجمن فرهنگی جوانان تهران) و (گروه تئاتر شانت). در این سال «مانول ماروتیان» تالار سینما تئاتر نادری (تالار زرتشتیان) را اجاره کرد و پس از تعمیر آن به اجرای نمایش پرداخت.
گروهی از دوستداران هنر تئاتر در سال ۱۳۲۶ گروه (تئاتر سوندوکیان) را بنیان نهادند. این گروه تالار زرتشتیان را اجاره کرد و پس از آماده نمودن آن به اجرای نمایش پرداخت. گروه (تئاتر جوانان ارمنی دوستدار هنر) در سال ۱۳۳۰ تشکیل گردید. نخستین نمایشنامه‌ای که این گروه اجرا کرد نمایشنامه (سارا) نوشته ساموئل خاچیکیان و به کارگردانی واهان آقامالیان بود. این نمایشنامه در تالار مدرسه ارمنیان اجرا شد. گروه (تئاتر آدامیان) در سال ۱۳۳۱ خورشیدی پا به عرصه وجود نهاد. در همین ایام گروه (تئاتر انجمن فرهنگی جوانان ارمنی تهران) به نام گروه (تئاتر باشگاه فرهنگی و ورزشی آرارات) به فعالیت خود ادامه داد.
شاهین سرکیسیان، گروه (تئاتر آرمن) را در سال ۱۳۴۰ در باشگاه فرهنگی و ورزشی آرارات بنیان نهاد و خود در ضمن آموزش بازیگران به اجرای نمایش پرداخت. سرکسیان نمایشنامه‌های (مسرورکننده، قفس و آرمنوهی) را به روی صحنه آورد.
گروه‌های «باشگاه فرهنگی و ورزشی آرارات، انجمن فرهنگی چهارمحال، باشگاه سیپان و سایر باشگاه‌های ارمنیان تهران»، با اختیار داشتن تالارهای مجهز نمایش و استقبالی که ارمنیان تهران از اجراهای مزبور به عمل می‌آوردند، تشویق شدند.

## تئاتر ارمنیان در جلفای اصفهان

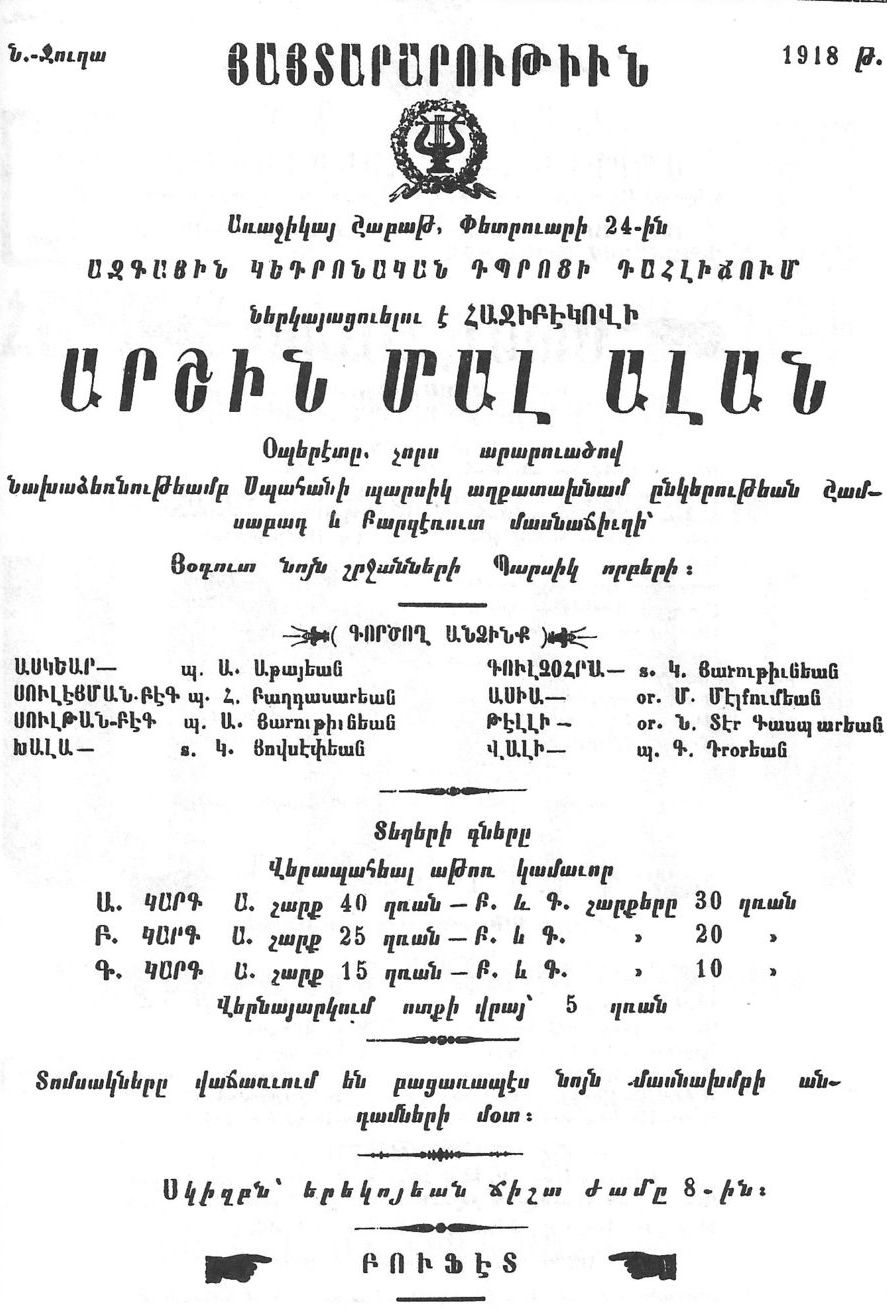
پوستر نمایشنامه (آرشین مال آلان)، که برای یاری به جمعیت خیره و تهیه لباس شب عید سال ۱۲۹۸ خورشیدی برای اطفال بی سرپرست محله شمس‌آباد اصفهان در اسفند ۱۲۹۷ در سالن مرکزی ارمنیان جلفا یه روی صحنه آورده شد.

ارمنی‌های جلفای اصفهان در ۱۸۸۸ میلادی نخستین نمایشنامه را به روی صفحه آوردند. «تیگران آبکاریان» که سال‌ها نقش مؤثری در تئاتر ارمنیان جلفای اصفهان داشت داستان حیات بیست و پنج ساله تئاتر ارمنیان جلفای اصفهان و فراز و نشیبهای آن را به رشته تحریر درآورد. در سال ۱۸۸۸ میلادی گروهی از ارمنیان علاقه‌مند به هنر تئاتر، در جلفای اصفهان گردآمدند و برای تأسیس باشگاه تئاتر در جلفا اطلاعیه‌ای منتشر کردند. اهالی جلفا به یاری آن‌ها شتافتند و مبلغ (۵۵۱ قران)، به هیئت مدیره باشگاه پرداختند. باشگاه با این پول در سالن مدرسه مرکزی ارمنیان جلفا سِن تئاتر درست کرد و وسایل مورد نیاز را برای اجرای نمایشنامه فراهم آورد. در بهار سال ۱۸۸۸ میلادی نخستین نمایشنامه در سالن مزبور به روی صحنه آورده شد.
در ۱۸۹۹ میلادی گروهی از جوانان ارمنی جلفا نخستین انجمن دوستداران تئاتر را بنیان نهادند و در یازدهم نوامبر همان سال اساسنامه‌ای در ۱۶ ماده تهیه کردند. تا آن زمان نقش زنان را مردان ایفا می‌کردند. هیئت مدیره انجمن برای پایان دادن به این وضع درصدد برآمد دوشیزگان را برای ایفای نقش در نمایشنامه ترغیب کند. پاره‌ای از افراد به مخالفت برخاستند. سرانجام هیئت مدیره انجمن از مقامات روحانی ارمنی در این مورد کسب تکلیف کرد. خلیفه «ماقاکیا» رهبر مذهبی ارمنیان جلفا، از پیشوای مذهبی ارمنیان جهان مگردیچ خریمیان دربارهٔ نقش آفرینی بانوان ارمنی تفسیر کردند؛
مگردیچ خریمیان پاسخ داد مانعی برای نقش آفرینی بانوان ارمنی وجود ندارد.
تعدادی از نمایشنامه‌هایی که طی سال‌های ۱۸۸۸ میلادی تا ۱۹۱۳ میلادی در جلفای اصفهان به روی صحنه آورده شد است می‌توان به نام‌های زیر اشاره نمود:
(نمایشنامه‌های تراژدی شامل: «نرسس کبیر نوشته مگردیچ گارابدیان، آرای زیبا نوشته سوندوکیان، شرف نوشته زودرمان، بر روی آوار و آرمنوهی نوشته شیروانزاده»)-(نمایشنامه‌های کمدی شامل:زوج ناراضی نوشته هوسپ نازاریان، حاج عبدالنبی نوشته هاروتیون هوردانانیان، کرها نوشته هاروتیون تومانیان، مریض خیالی نوشته مولیر و شارلاتان نوشته شیروانزاده)
روز اول سپتامبر ۱۹۲۷ میلادی پوستری برای معرفی نمایشنامه (محکومین بی گناه) در جلفای اصفهان توزیع گردید. این نمایشنامه عصر روز شنبه سوم سپتامبر در سالن مدرسه ارمنیان کاتولیک جلفا به روی صحنه آمد و عواید حاصله از آن صرف فعالیت‌های فرهنگی گردید. بهای بلیت از ۲ قران تا ۱۲ قران بود.
در سال ۱۹۳۶ میلادی به دستور رضا شاه مدارس ارمنیان در سراسر ایران بسته شد و اجرای نمایشنامه به زبان ارمنی ممنوع گشت. در سال‌های ۱۹۴۴ تا ۱۹۴۵ میلادی تئاتر ارمنیان جلفای اصفهان همانند سایر شهرهای ارمنی‌نشین کار خود را از سر گرفت.
قایل ذکر است که پاره‌ای از روستاهای ارمنی‌نشین استان چهارمحال و بختیاری و منطقه فریدن تالار نمایش داشتند و در آن روستاها، آموزگاران مدارس ارمنیان نمایشنامه‌هایی اجرا می‌کردند. گاه نیز گروه‌های تئاتر از جلفا به روستاها می‌رفتند و به اجرای نمایشنامه می‌پرداختند.

## تئاتر ارمنیان در رشت
با اینکه تئاتر رشت قبل از ۱۳۰۰ خورشیدی آغاز به کار کرده بود ولی فعالیت‌های تئاتری آن بین ۱۳۰۰ تا ۱۳۰۴ اوج گرفت. «حسن ناصر» و «میرزا محمد حسین دایی نمایشی»، گریگور یقیکیان، جهانگیر سرتیپ‌پور سبب شد تا در این دوره تئاتر رشت از موقعیت ممتازی در ایران برخوردار شود. تنوع در ترجمهٔ آثار نمایشی، نوشتن نمایش‌نامه به دست نویسندگان گیلانی، تعداد گروه‌ها و استفاده از تجربه‌های سال‌های آغازین تئاتر از جمله دلایل شکوفایی تئاتر رشت بود. در این هنگام بود که ارمنیان رشت فعالیت تئاتری خود را در گروه‌های نمایشی این شهر آغاز کردند.
قبل از شکل‌گیری اولین کانون تئاتری در رشت در ۱۲۹۸ خورشیدی، گروه‌های ارمنی اولین گروه‌های نمایشی ای بودند که به رشت و انزلی می‌آمدند و به اجرای نمایش پرداختند. هاروطیون میناسیان، در یادداشت‌های خود، تاریخ آغاز تئاتر گیلان را مقارن اجرای این اثر در ۱۲۶۴ خورشیدی دانسته و او اشاره می‌کند که این نمایش‌نامه به زبان فارسی در رشت اجرا شده و از اجرای نمایش دیگری نیز به نام (انجیرِ خچو) نیز یاد می‌کند که هر دوی این آثار کمدی بوده‌اند.
در آن زمان تالار نمایش در رشت وجود نداشت و این نمایش در یک انبار به روی صحنه رفت. در رشت پزشک صاحب نامی به نام «دکتر استپانوس» زندگی می‌کرد که در زبان محاورهٔ گیلانی به او حکیم فانوس می‌گفتند. وی در محلهٔ سرچشمهٔ رشت باغی داشت که به نام خود او معروف بود. انباری در این باغ وجود داشت که حکیم گیلانی آن را با هزینه شخصی به صحنهٔ نمایش تبدیل کرده بود و نمایش‌های (خچوی دلال) و (انجیر خچو) در این باغ به روی صحنه رفتند.
اولین تالار نمایش را در رشت «آوِدیس هوردانانیان» ساخت. او برای یادبود فرزندش مدرسه‌ای برای ارمنیان رشت بنا کرد که مجهز به سِن و تالار نمایش بود. در این تالار، ارمنیان قفقازی ای که به رشت می‌آمدند، ارمنیان گیلان و سایر گروه‌های تئاتری نمایش اجرا می‌کردند. تا ۱۹۰۰ میلادی این تالار تنها تالار تئاتر رشت بود.
فریدون نوزاد دربارهٔ بانوان هنرمند ارمنی می‌نویسد:
بانوان ارمنی در تئاترها ابراز هنرمندی می‌کردند و زنان نام‌آوری هم در این رشتهٔ هنری داشتند. این زنان هنرمند پاره‌ای مواقع نمایش‌های خاص برای زنان ایرانی در سالن مدرسهٔ مذکور ترتیب می‌دادند با توجه به ساختمان سِن ارمنیان باید پذیرفت که نمایش قبل از ۱۹۰۲ میلادی جای خود را در گیلان گشوده بود. در این زمان تهران هنوز تئاتر آشنایی نداشت ولی گیلان چون مرکز آمد و رفت خارجیان بود کانون پرورش افکار نوین گردید.
از آغاز ۱۳۰۰ خورشیدی تلاش هنرمندان تئاتر شکل دیگری یافت. از این سال به بعد، کارگردانان در رشت با متون نمایشی ای که حاصل کار نویسندگان گیلانی بود روبه رو شدند؛ در میان نویسندگان این دوره، چهره‌ای شاخص وجود دارد به نام گریگور یقیکیان. او به عنوان مترجم با میرزا کوچک‌خان جنگلی همکاری می‌کرد؛ او علاوه بر نوشتن نمایش نامه و داستان به روزنامه‌نگاری نیز می‌پرداخت؛ سپس، به گروه (اکتوران آزاد) پیوست که هدفشان پیشبرد فرهنگی و هنری مدارس و یتیم خانه‌ها بود و در مدارس و مؤسسه‌های خیریه به‌طور رایگان نمایش می‌دادند. این جمعیت با همین هدف تبدیل به جمعیت آزاد ایران شد و یقیکیان و دیگر یارانش، «استپان سیمونیان؛ جهانگیر سرتیپ پور؛ آروسیاک هاروتیونیان؛ آستقیک یقیکیان (همسر گریگور) و آنوش سرکیسیان»، بیش از شش نمایش را به روی صحنه بردند.
۱۳ نمایشنامه در رشت از سال ۱۳۰۰ تا ۱۳۱۰ خورشیدی اجرا شد که می‌توان به موارد زیر اشاره نمود:
(الاهه، نویسنده: مجتبی طباطبایی، کارگردان: آرتو طریان، بازیگران: لالا (وارتو طریان) و پری آقابابیان، تاریخ و محل اجرا:۱۳۰۰ ش، تالار آودیس رشت)-(پریچهر و پریزاد، نویسنده: رضا شهرزاد، کارگردان: آرد وطریان، بازیگران: لالا (وارتو طریان) و پری آقابابیان، تاریخ و محل اجرا: ۱۳۰۰ و۱۳۰۱ ش، تالار آودیس رشت)-(برای شرف، نویسنده: الکساندر شیروان زاده، مترجم: استپان سیمونیان، کارگردان: گریگور یقیکیان، بازیگران: آروسیاک هاروتیونیان، مانوشاک ساناماریان، مِلانیا سیمونیان و بازیگران انجمن کانون ایران، تاریخ و محل اجرا: نامعلوم)